# Brama Pyrzycka w Stargardzie
Brama Pyrzycka – jedna z czterech bram wjazdowych do średniowiecznego miasta, które przetrwały do obecnych czasów, położona przy ul. Mieszka I w Stargardzie. Brama Pyrzycka, kolegiata Mariacka i pozostałe mury obronne rozporządzeniem Prezydenta RP z dnia 17 września 2010 została uznana za pomnik historii.

## Historia

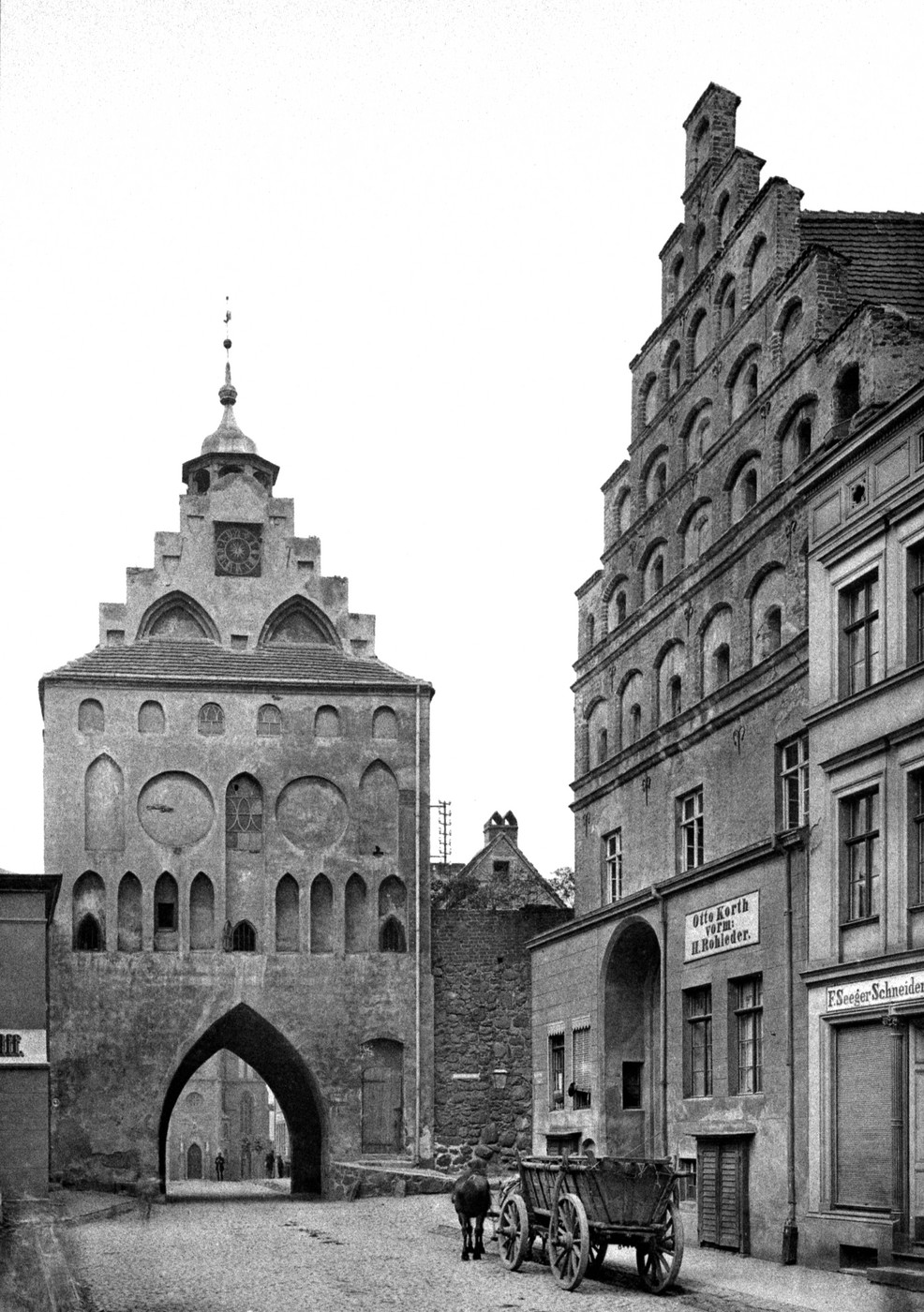
Brama Pyrzycka wraz z Domem Kletzanów, przed 1900

Początki jej budowy wiążą się z okresem powstawania murów miejskich pod koniec XIII wieku. Odnosi się to do kamiennej części o wysokości 6 m. Część ceglana jest nieco młodsza (1439), kiedy nadbudowano trzy kondygnacje nad przejazdem. Aby dostać się do średniowiecznego miasta, należało pod okiem straży przejść bramę przednią, na którą składały się dwie niskie, połączone ze sobą baszty, następnie murowany tunel zw. gardzielą, most zwodzony nad fosą oraz bramą wewnętrzną zamykaną broną. W latach pięćdziesiątych XX wieku brama została poddana renowacji, po której przejściowo mieściło się tam Stargardzkie Muzeum Miejskie, a następnie stała się siedzibą Miejskiego Oddziału PTTK. Ostatni gruntowny remont przeprowadzony został w latach 1991–1993. Obecnie brama Pyrzycka stanowi jeden z obiektów administrowanych przez Muzeum Archeologiczno-Historyczne w Stargardzie (działalność edukacyjna, lekcje i warsztaty muzealne).

## Architektura

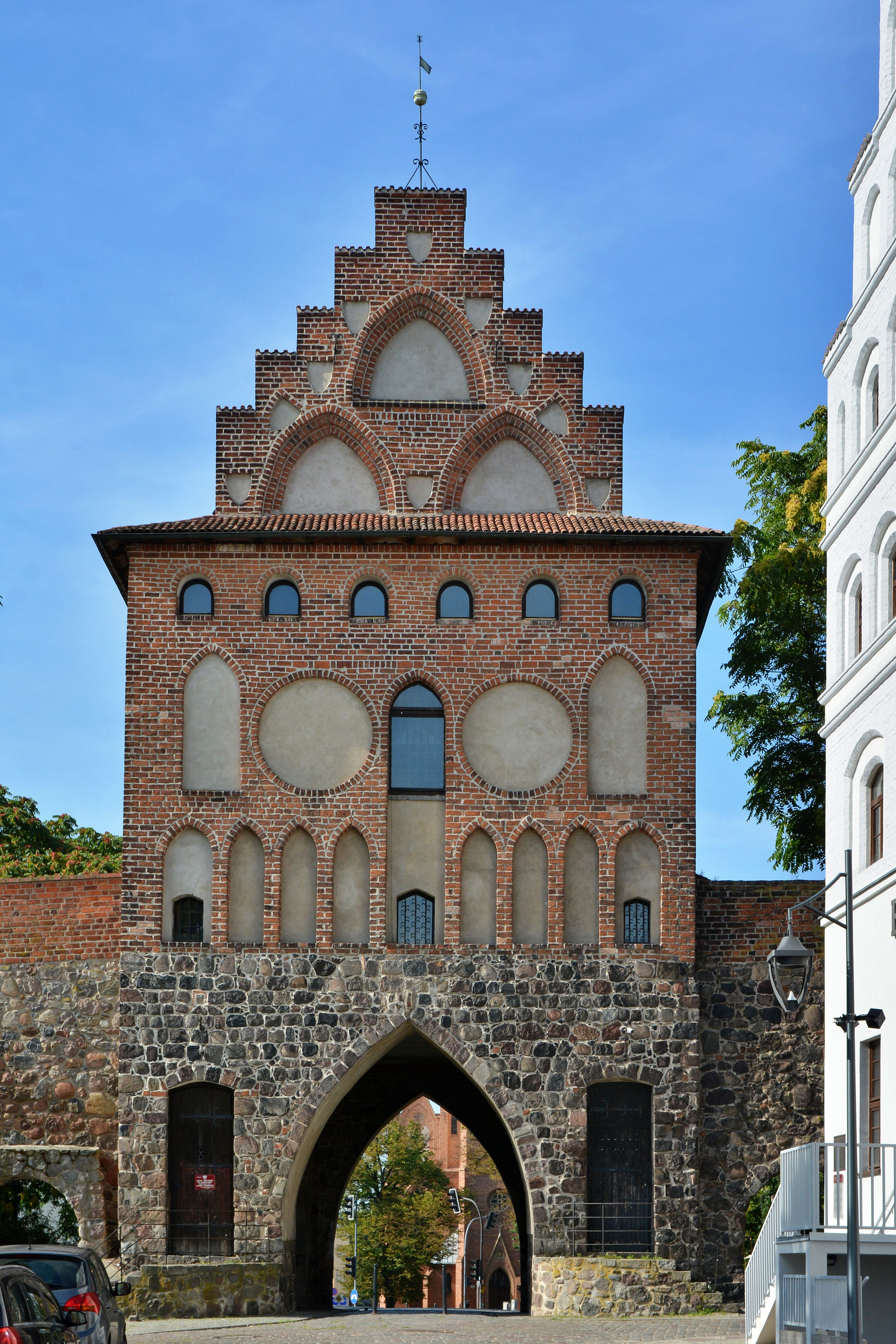
Brama Pyrzycka (widok od strony wschodniej)

Podstawa bramy w formie kwadratu (11x11m) wykonana jest z kamieni polnych, trzy pozostałe kondygnacje – ceglane. Brama zwieńczona jest dwoma szczytami połączonymi dachem siodłowym. Przejazd w bramie tworzy ostrołuk, zamykany od zewnątrz ciężko okutą broną, po której zachowała się szczelina spustowa. Na trzecim piętrze mieści się ganek obronny ze strzelnicami. Elewacje rozczłonkowane są rzędami blend, w których także umieszczono strzelnice. Blendy wykazują bogactwo form: ostrołukowe, koliste i półkoliste. Część szczytowa udekorowana jest po bokach małymi blendami w kształcie tarcz. W następnej kolejności przed frontem bramy zbudowano dwuczłonowe przedbramie. Przedbramie bramy Pyrzyckiej przebudowano po pożarze w 1666, a pod koniec XIX ostatecznie je rozebrano.